# Dexosarcophaga vanvoasti
Dexosarcophaga vanvoasti är en tvåvingeart som först beskrevs av Carroll William Dodge 1965.  Dexosarcophaga vanvoasti ingår i släktet Dexosarcophaga och familjen köttflugor.
Artens utbredningsområde är Bahamas. Inga underarter finns listade i Catalogue of Life.